# William Dickey
William Eugene „Bill” Dickey  (ur. 20 października 1874 w Nowym Jorku, zm. 13 maja 1944 w St. Petersburg) – amerykański skoczek do wody, uczestnik igrzysk olimpijskich w Saint Louis w 1904, zdobywca złotego medalu w skokach do wody na odległość.

## Występy na igrzyskach olimpijskich
Dickey wystartował na igrzyskach olimpijskich w 1904. Wziął udział w zmaganiach w skokach do wody na odległość. Zmagania skoczków miały miejsce 5 września 1904 r. Udział wzięło 5 zawodników (wszyscy byli Amerykanami). Dickey z wynikiem 19,05 m wygrał zawody.